# Concejo de Madrid
El Concejo de Madrid (o Concejo de la Villa) fue una institución municipal con un origen, estructura y denominación diversos a lo largo del periodo medieval, e institucionalizado con tal nombre en 1695, en la entonces ya capital de España. Desde sus orígenes aplicaba su «jurisdicción en el régimen político y económico» de la ciudad. Inspirado quizá en los «conventus publicus vicinorum», el concejo tuvo su precedente en la Asamblea General de Vecinos reunida en la plaza de la Villa, que en 1346 fue sustituida por un Concejo de la Villa, cuyos escasos miembros compartieron la administración de los asuntos ciudadanos con la Sala de Alcaldes de Casa y Corte, fundada por los Reyes Católicos como parte del Consejo de Castilla.

La actividad gestora del primitivo Concejo o Concejo de la Villa, ha quedado reflejada en los Libros de acuerdos del Concejo madrileño (1464-1600).

## Historia
La normatización municipal de la Villa de Madrid, tras un tímido proyecto foral inspirado en el de Toledo, en 1118, tomó cuerpo legislativo en 1202, cuando Alfonso VIII de Castilla «concedió a la villa una serie de normas
para resolver los problemas cotidianos». Aunque los documentalistas de la historia madrileña no han encontrado constancia del un claro origen gestor, sí se conoce que ya con Alfonso VII funcionaba un primitivo (en forma de asamblea de vecinos) precursor del Concejo de Madrid.

Escudo de Madrid en 1212.

En 1152, el octavo Alfonso castellano concedía al concejo de Madrid disfrutar de las tierras y montes entre la Villa y la sierra, «carta de donación» que trajo consigo numerosos conflictos con los vecinos de Segovia y de Ávila, y desencadenó un largo pleito entre la Iglesia y el Concejo.
A partir de 1212, tras la victoria en la Batalla de las Navas de Tolosa, el Concejo adopta el estandarte que la tropa madrileña portaba en ella. En él se representaba la figura de un oso o una osa, con siete estrellas en su lomo representando la Osa Menor, con la Estrella Polar en dirección al rabo del animal la fiera.
En 1262 Alfonso X el Sabio concedió a la ciudad un nuevo
Fuero Real, ratificado en 1339 por Alfonso XI de Castilla, a diferencia de otras poblaciones vecinas, como Alcalá de Henares, que quedaba bajo dominio eclesiástico, u otras villas menores sometidas al dominio feudal del señor del lugar. En 1348, y como en el resto de ciudades castellanas, el Concejo fue sustituido por el llamado regimiento (es decir sometido a regiduría), corporación municipal que favorecía la intervención del rey en los asuntos municipales, pues eran los reyes los únicos con el privilegio de nombrar a los regidores de la Villa.
El historiador y jurista Antonio Cabanilles en su Memoria sobre el Fuero de Madrid del año de 1202, introduce con este párrafo el término y aplicación de los concejos en la historia española: 

Es cierto que el trato con los ‘extrangeros’ que vinieron a guerrear a España, y la comunicación forzosa con los árabes, depositarios del saber, y la creación de los comunes o concejos eran elementos de civilización; mas ¡con cuánta lentitud camina el entendimiento humano!
 Los concejos formaban pequeñas federaciones; pero contribuían a la excentralización y al aislamiento. Localizados los hombres, qué extraño es que en cada comarca se diese mas importancia al vecino que al transeúnte, que la ley apreciase mas su vida y cuidase mas de su propiedad? Los concejos elegían sus magistrados, cuidaban los intereses de la comunidad, fomentaban la población y la riqueza pública; guiaban sus huestes, administraban justicia, y hacían que sus subordinados conociesen la mano de la ley. Eran islas en medio del piélago: estados vecinos; pero independientes entre sí: miembros de una familia; pero emancipados y fuera del hogar. Empero en medio de esta inmensa excentralización se preparaba el camino para formar de todas las entidades una, y de todos los pueblos un Estado.
Antonio Cabanilles

### Del fuero viejo al fuero de las leyes
La capacidad operativa, decisiva y jurídica del Concejo de Madrid, queda descrita por Cabanilles en este pasaje sobre la evolución del Fuero Viejo:

Aunque D. Alfonso el Sabio dio a Madrid el fuero real, como fue derogado en 1272, o no llegó a usarse o cayó luego en desuso. En la era 1377 (año 1339), Alfonso XI, hallándose en Madrid hizo llamar a los caballeros y omes buenos, y después de manifestar que era gran mengua de justicia regirse por las disposiciones del Fuero Viejo, y porque no usaban del Fuero de las leyes que les diera Alfonso el Sabio, mandó que juzgasen y viviesen por este último código y no por otro alguno. Mas los caballeros y hombres buenos, si bien acataron lo ordenado por el rey, le pidieron que modificase las disposiciones del Fuero Real relativas al nombramiento de oficiales de justicia y las caloñas y omecillos, a lo que accedió el monarca. «Y porque en el dicho fuero de las leyes se contiene que los alcaldes los ponga el rey, pidieronle por merced que les otorgase que pusiesen ellos alcaldes é alguacil de sus vecinos, segun los solian poner. E el rey por los fazer merced, tuvo por bien é mandó que pasase en esta manera, que el concejo de Madrid que escoja cada año de entre sí cuatro para alcaldes é dos otros para alguacil, tales que sean para ello; é el rey que escoja de ellos, dos para alcaldes y uno para alguacil, y estos que el rey de esta guisa escogiese tuvo por bien é mandó que los tuviesen por sus oficiales: Otrosi, por que en el dicho fuero se contiene que el rey que haya las caloñas e parte de los homecillos, el rey por los fazer merced tuvo por bien é mandó que hayan las catonias é homecillos en esta guisa, los alcaldes la mitad, los alguaciles la otra mitad.»

## El señor corregidor
Un recorrido no exhaustivo por el proceso evolutivo del concejo madrileño puede tomar como punto de partida la reunión de vecinos en asamblea o concejo abierto, que en su origen forman «cavalleros» (nobles) y «omnes buenos» (pecheros) con un «señor de Madrid» elegido por ellos. El intervencionismo de los reyes en los asuntos municipales llegaría a hacer desaparecer los concejos vecinales durante el reinado de Alfonso XI. Aparecen entonces en escena los doce primeros regidores y el modelo de concejo restringido al que solo pueden asistir el conjunto de representantes concejiles (alcaldes, alguaciles, fieles, mayordomos, guías, procuradores, escribanos y caballeros de montes), y cerrado al resto de la comunidad.
Este ayuntamiento (o junta de vecinos regida) se amplía con la política de los Reyes Católicos que lo someten a las nuevas figuras del señor corregidor designado por los reyes, y otros funcionarios como los pesquisidores, los veedores y los alcaldes de la Hermandad. Así, el primer corregidor conocido en Madrid se documenta entre 1426 y 1427.

## Edificio

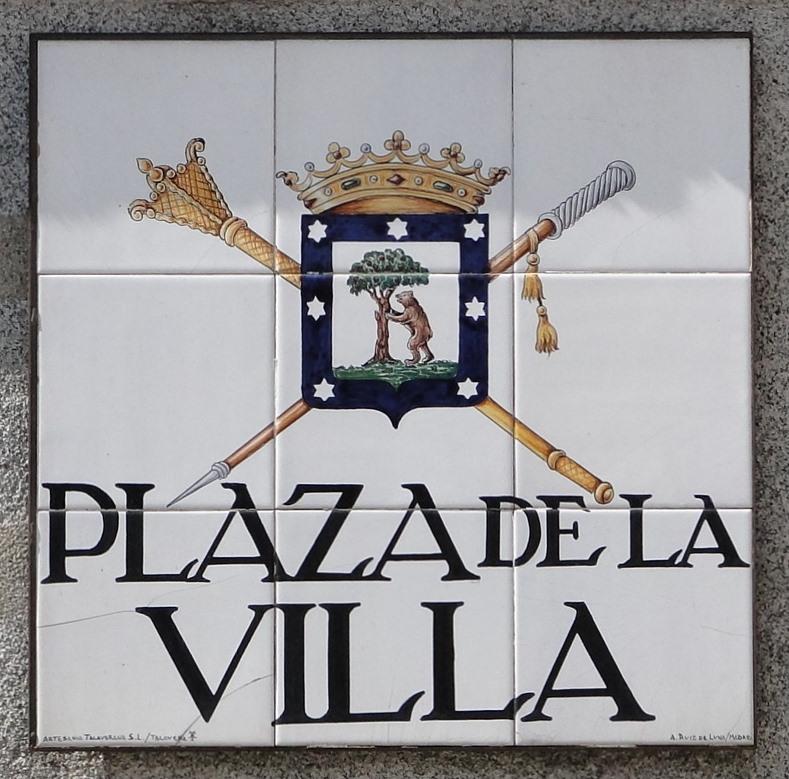
Bastones y escudo en una placa de azulejos en la Plaza de la Villa.

Las primeras reuniones del Concejo madrileño (ya reducido a los oficiales concejiles) se celebraron los edificios de la iglesia de San Salvador, situada en la calle Mayor esquina a la de los Señores de Luzón. Distintas fuentes anotan que en el claustro de la parroquia, o en una pequeña sala capitular situada encima del pórtico del templo.
El hecho comprobado de que el Concejo de la Villa no tuvo un inmueble propio hasta bien entrado el siglo xvii, habla por otra parte de su menguada consideración. Hubo que esperar al año 1619, cuando en fecha del 19 de agosto de 1619 se celebra por primera vez una sesión en la que fuera casa del presidente del Consejo de Castilla, Juan de Acuña, sita en la plazuela de San Salvador. Diez años después, en 1629 –y cuando Madrid ya llevaba sesenta años siendo capital del imperio español–, Felipe IV dio permiso para que sobre la fachada de la antigua casa de los Acuña, fuera labrado el escudo del Concejo.
A partir de 1644, y proyectado por el arquitecto Juan Gómez de Mora, el edificio del ayuntamiento o sede del Consejo quedaría asociado a los conceptos Casa de la Villa y Cárcel de Villa, complejo que, aun inconcluso en 1648, fue continuado por José de Villareal, enmarcando todo el recinto en torno a un patio central, y muerto Villareal, rematado por Teodoro Ardemans y José del Olmo en 1696. De esa dilatada obra y su conservación, han quedado como nombres históricamente asociados a la sede física del Concejo madrileño los de Gómez de Mora, Alonso Carbonel, José de Villarroel, Bartolomé Hurtado, Ardemans, del Olmo y José Gassen.